# Spasimo della Vergine

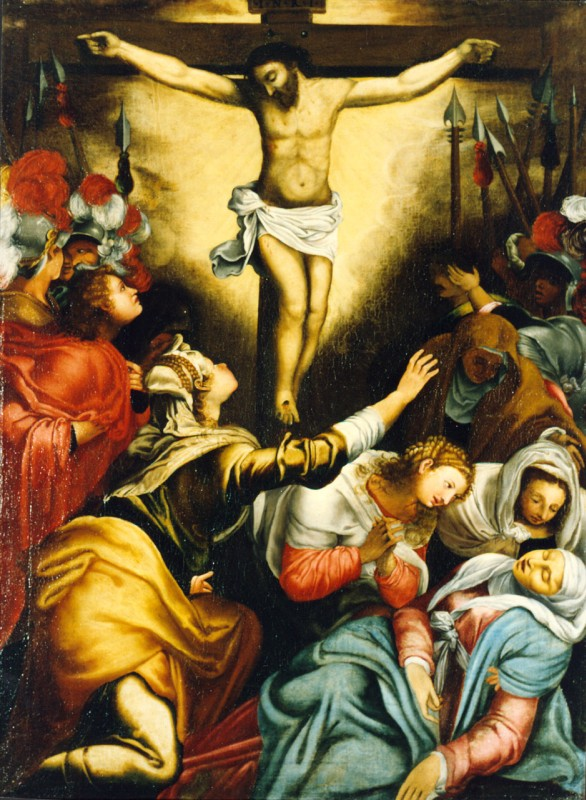
La Vergine sviene alla Crocifissione, copia di Taddeo Zuccari di un affresco del 1556

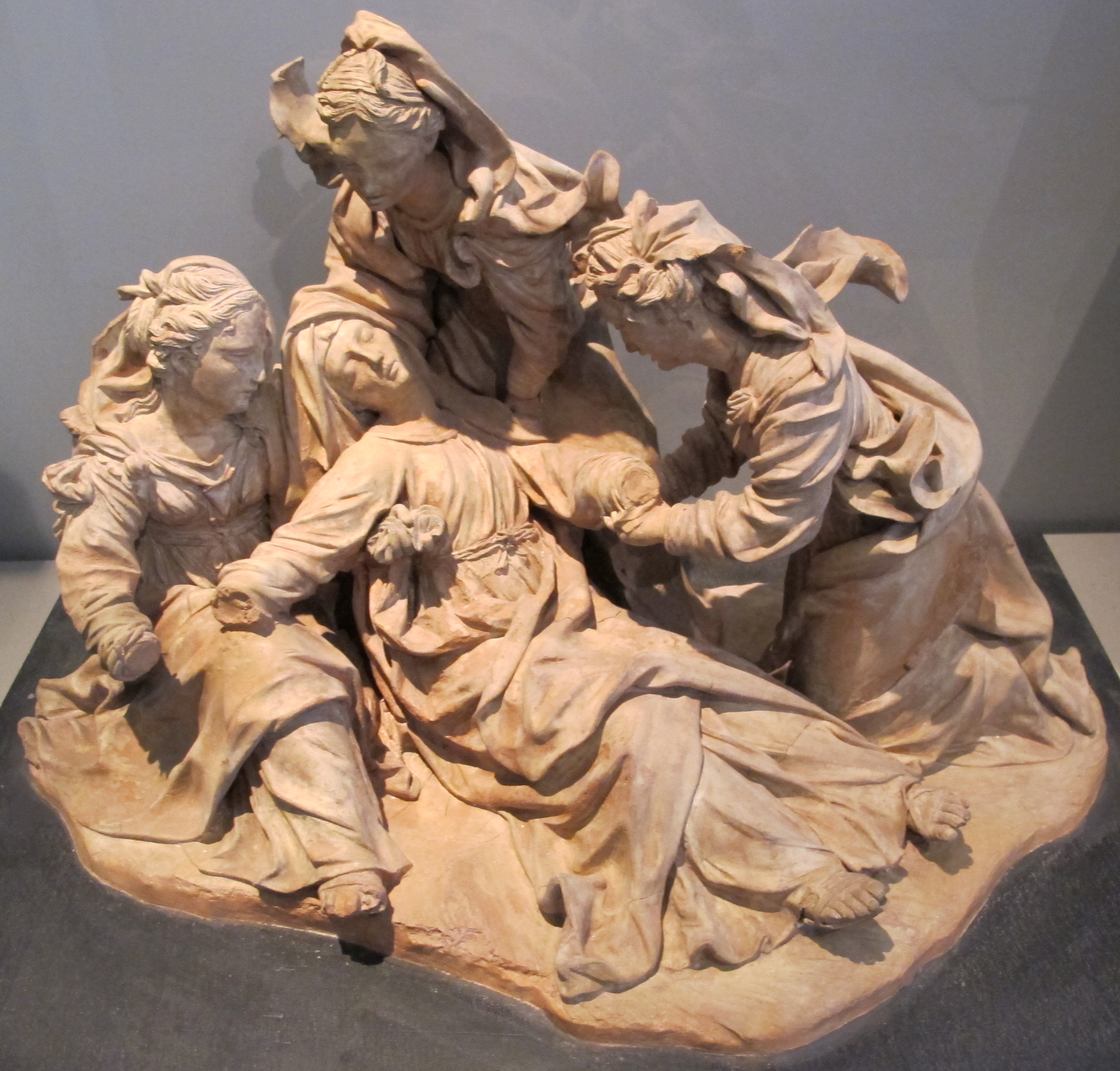
Modello in terracotta, Antonio Begarelli, c. 1530

Deposizione c. 1435, Rogier van der Weyden, Museo del Prado, Spagna

Lo Spasimo della Vergine o Svenimento della Vergine Maria è il tema iconografico sviluppatasi dall'idea tardo-medievale che la Vergine Maria sia svenuta vedendo il figlio Gesù crocifisso sul Golgota. Di questo fatto si fa menzione nel Vangelo apocrifo di Nicodemo, e specificatamente negli Atti di Pilato, dove si descrive lo svenimento di Maria. Il tema divenne popolare nell'arte tardo-medievale come pure nella letteratura teologica dell'epoca, ma di essa non si fa alcuna menzione nei vangeli canonici, motivo per cui vennero sollevate delle controversie e dal XVI secolo tale rappresentazione venne scoraggiata dai principali uomini di chiesa del tempo.
L'episodio dello svenimento, da alcuni posto durante il percorso di Gesù lungo la Via Dolorosa di Gerusalemme, in realtà è per la maggior parte delle volte rappresentato nell'atto della crocifissione di Gesù; Nicholas Penny stima che "circa la metà dei dipinti che ci sono giunti, aventi per tema la Crocifissione, tra XIV e XVI secolo, includano lo Svenimento della Vergine". Il tema è presente anche nelle Deposizioni come pure nei vari Cristo deposto nella tomba, come nel tema del Congedo di Cristo dalla Madre del XV secolo.

## Storia
I primi esempi della rappresentazione di Maria svenuta alla Crocifissione si rintracciano già nel XII secolo, ma divennero comuni a metà del XIII secolo. Dal 1308 il pellegrinaggio della Via Dolorosa a Gerusalemme includeva anche una chiesa dedicata a San Giovanni Battista, ma nota come il luogo dello svenimento della Vergine; dal 1350 le guide menzionano una chiesa di Santa Maria de Spasimo, poi abbattuta. Il popolare compendio Meditazioni sulla vita di Cristo, del 1300 circa, menziona tre punti della Passione di Cristo dove Maria svenne o collassò. Dal XV secolo i sacri monti italiani includettero delle cappelle dedicate allo "spasimo" ed iniziò ad essere celebrata anche una festività ufficiosa, in particolar modo dai Francescani, e alla Curia romana giunsero le prime richieste di ufficializzazione della ricorrenza.
Ad ogni modo il fatto non è menzionato in nessuno dei quattro vangeli canonici e venne disapprovato da molti teologi. L'opera del 1506 del domenicano Tommaso De Vio, allora professore all'Università La Sapienza di Roma e poi capo del suo ordine e cardinale, incontrò le ire di Martin Lutero. De Vio aveva evidenziato la mancanza di oggettività della biblica su questo punto e, come descritto da Nicholas Penny, la "pesante debolezza fisica a seguito dello spasimo come riportato anche da Avicenna sarebbe incompatibile con quanto detto esplicitamente nel Vangelo di Giovanni che vede la Vergine presso la croce, un atto di sopportazione che avrebbe richiesto un'eccezionale forza. Inoltre l'idea dello spasimo e dello svenimento sembrerebbe essere incompatibile con la Grazia concessa alla Vergine di soffrire fortemente ma a mente lucida". Lo svenimento venne invece accettato in alcuni casi nella campagna per l'accettazione della dottrina di Maria come co-redentrice, gradualmente scomparsa dopo il Concilio di Trento.
La disapprovazione ufficiale dello Svenimento della Vergine avvenne con la Controriforma e venne seguita dagli autori delle guide per il clero nell'interpretazione dei decreti del Concilio di Trento del 1563 sulle immagini sacre, con istruzioni minuziosamente dettagliate per gli artisti e i committenti delle opere. Le guide di Molanus (1570), del cardinale Gabriele Paleotti (1582) e del cardinale Federico Borromeo obiettarono a questo tipo di rappresentazione ed essa venne criticata anche da autori di opere teologiche sulla Vergine come nel caso di Pietro Canisio (1577). Almeno a Roma vi fu una sostanziale censura di questo tema con la rimozione dei dipinti esposti precedentemente al pubblico e il rifiuto della pubblicazione di un'incisione di Cornelius Bloemaert di una Crocifissione di Annibale Carracci, che, invece, venne pubblicata a Parigi. Ad ogni modo non vi furono altre condanne ufficiali e molti dei dipinti relativi a questo tema rimasero nel mondo al loro posto, inclusi quelli conservati nelle chiese dei domenicani. Al contrario, in alcuni casi, tali rappresentazioni aumentarono.
In alcune rappresentazioni la Vergine è dipinta come completamente caduta a terra, in altre invece rimane in piedi, sostenuta da san Giovanni e dalle Tre Marie o da altri discepoli. Alcune immagini sono ambigue, probabilmente deliberatamente, e mostrano la Vergine che sembra ritrarsi con orrore dalla scena, a metà appunto tra il disappunto e lo svenimento. Una delle opere più importanti che mostra il momento dello Svenimento della Vergine è certamente la Deposizione di Rogier van der Weyden (Museo del Prado, c. 1435), opera nella quale il corpo della Vergine, con gli occhi chiusi, è in parallelo a quello del Figlio poco sopra.

## Chiese
Diverse sono le chiese che prendono il nome da questo fatto, tra cui:
- Santa Maria dello Spasimo, Palermo
- Santa Maria dello Spasimo, Modugno
- Chiesa della Beata Vergine dello Spasimo, Cerea
- Madonna dello Spasimo, Bergamo

## Galleria d'immagini

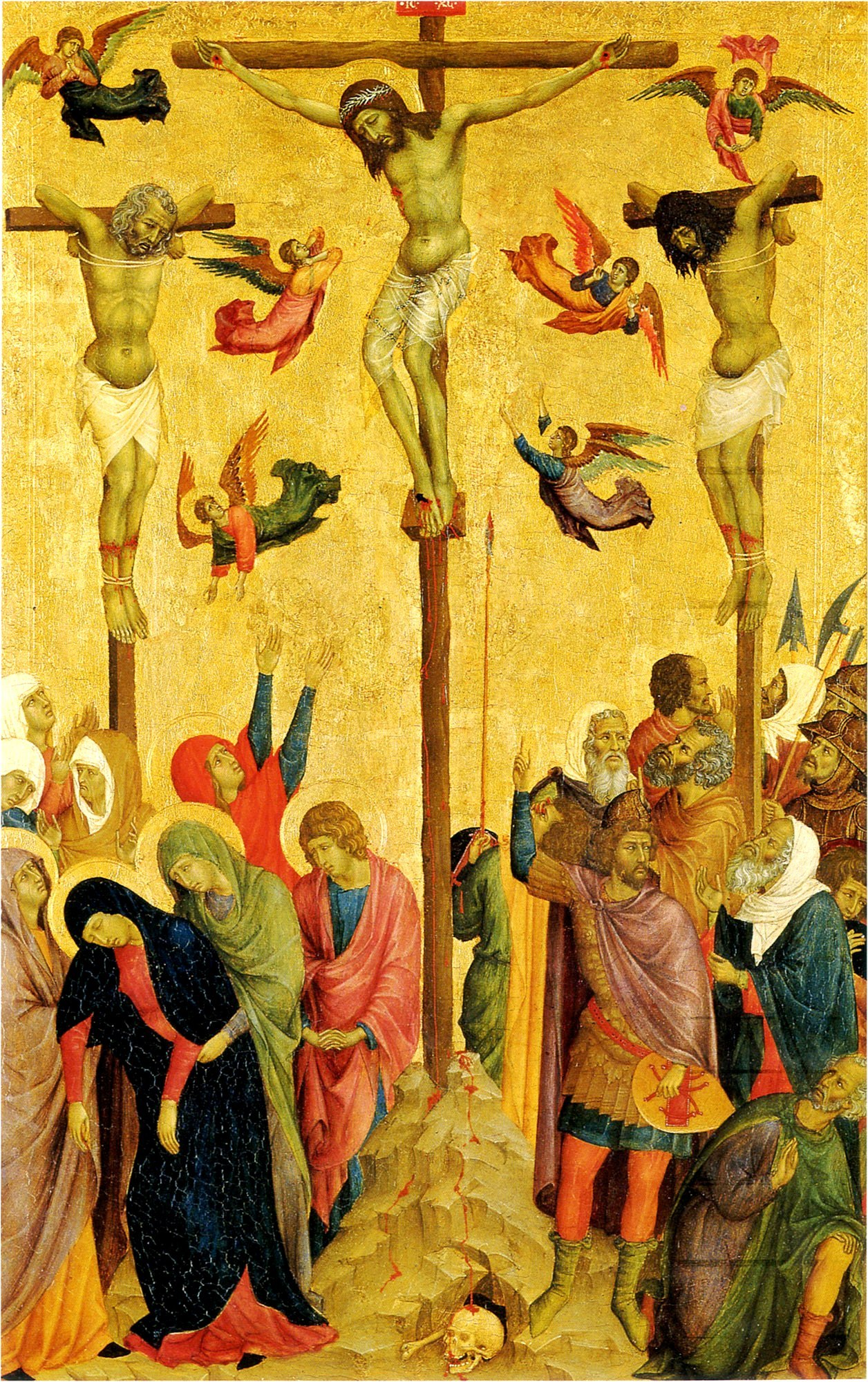
Maestro di Città di Castello, c. 1320
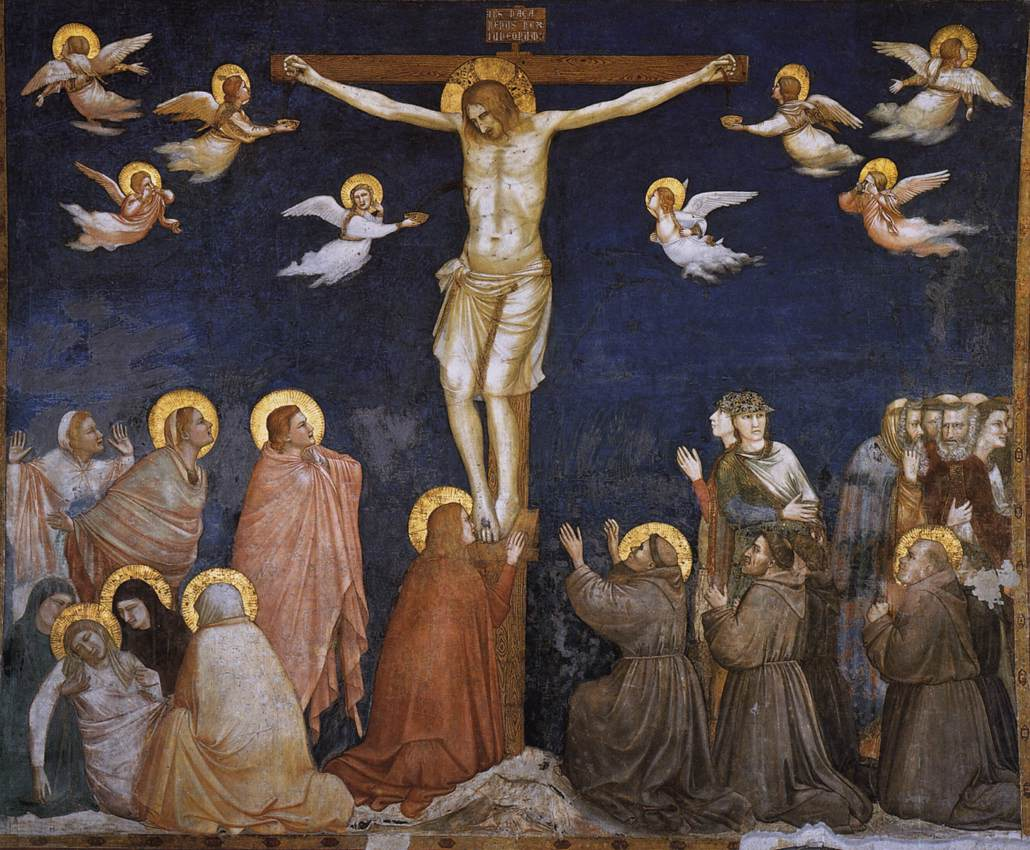
Chiesa inferiore, Basilica di San Francesco d'Assisi, Assisi
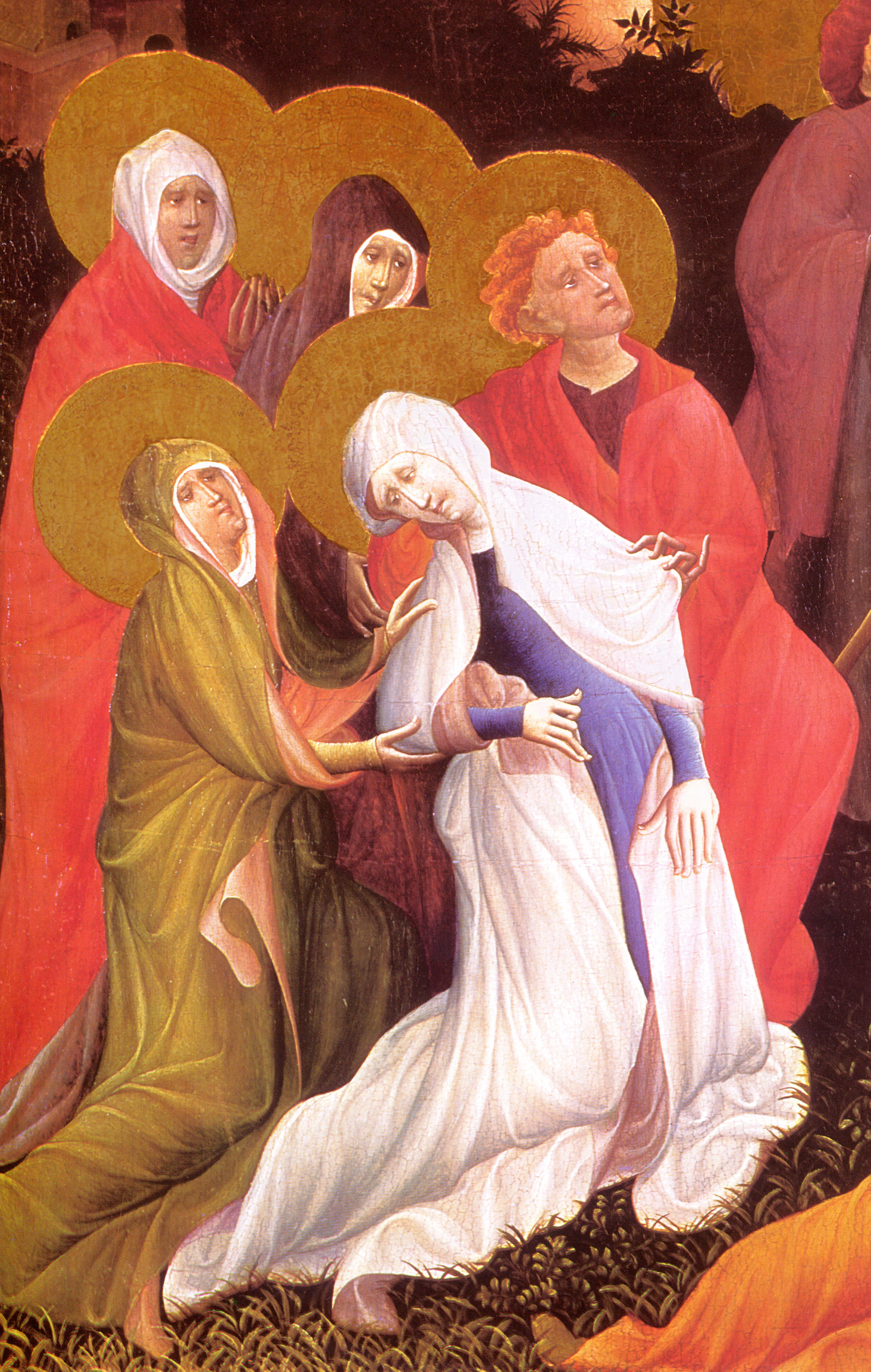
Marienkirche di Dortmund, dettaglio dell'altare Berswordt
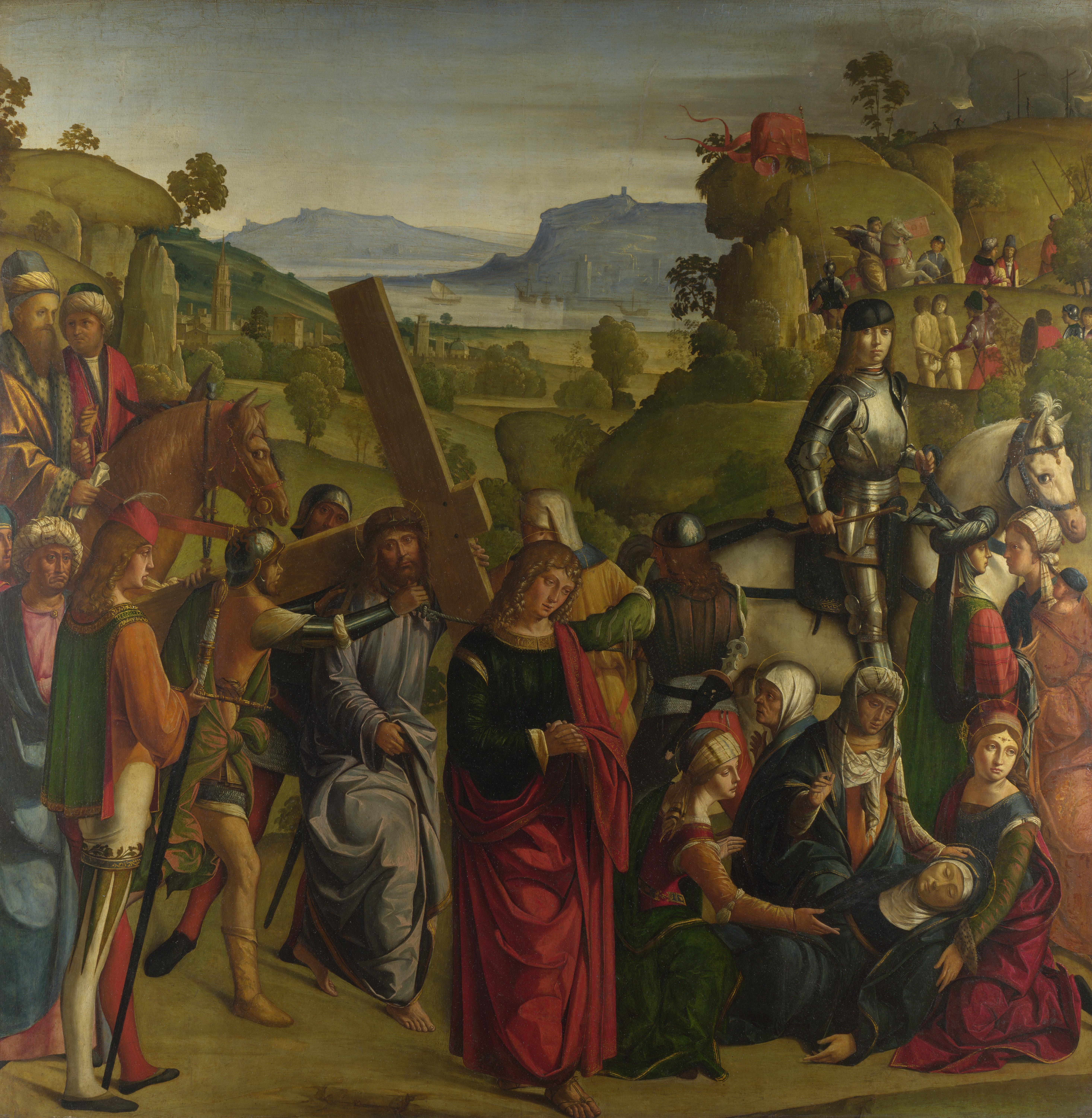
Boccaccio Boccaccino, Salita al Calvario (National Gallery, Londra)
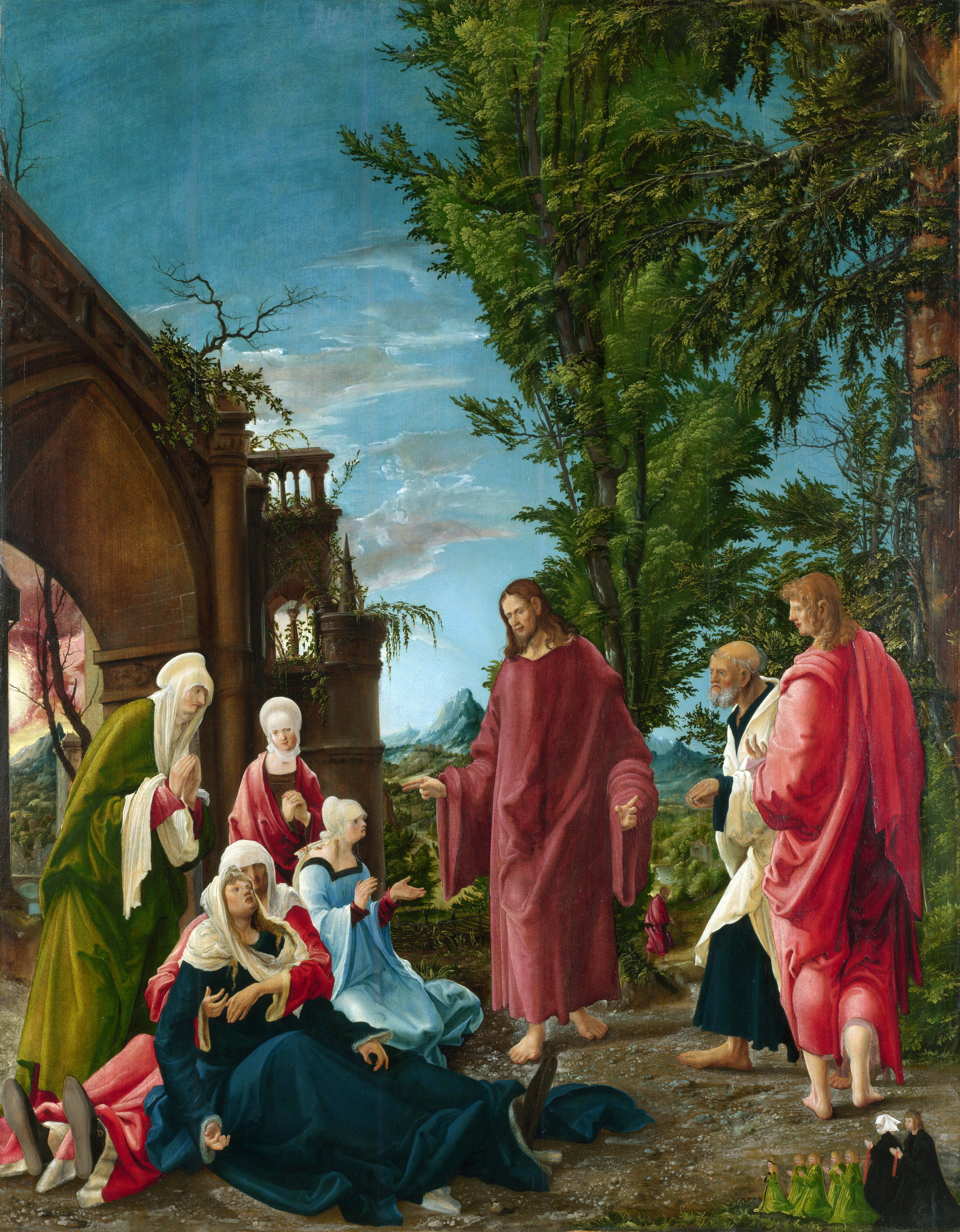
Congedo di Cristo dalla Madre, Albrecht Altdorfer c. 1520
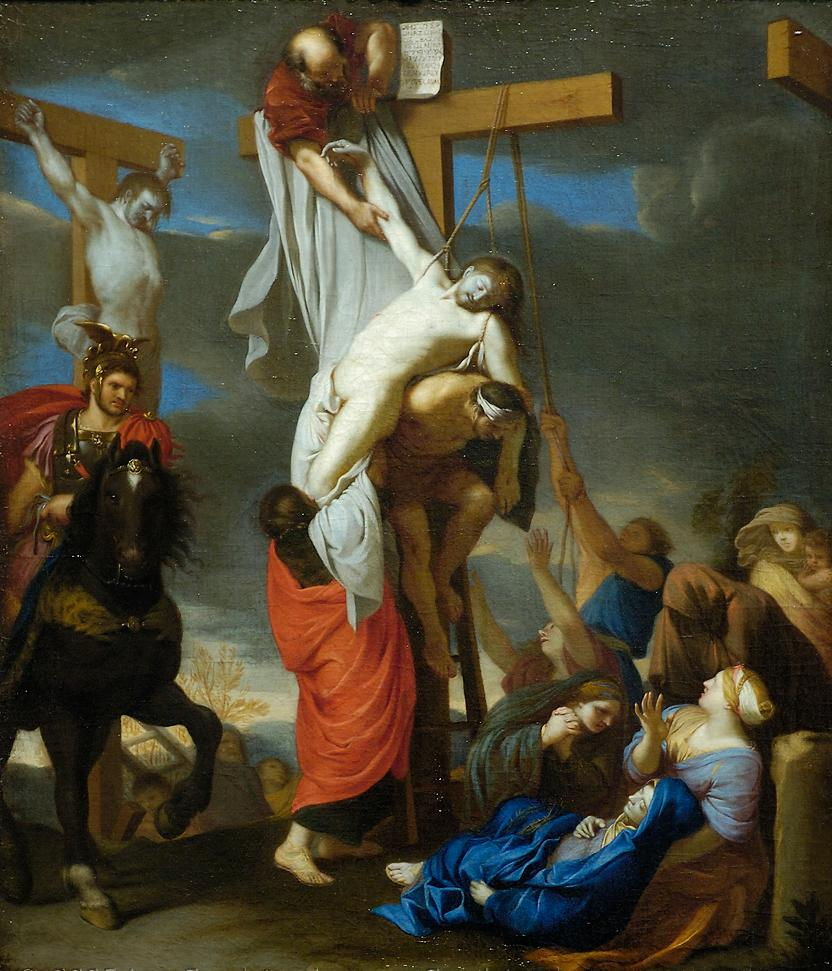
Charles Le Brun, Deposizione
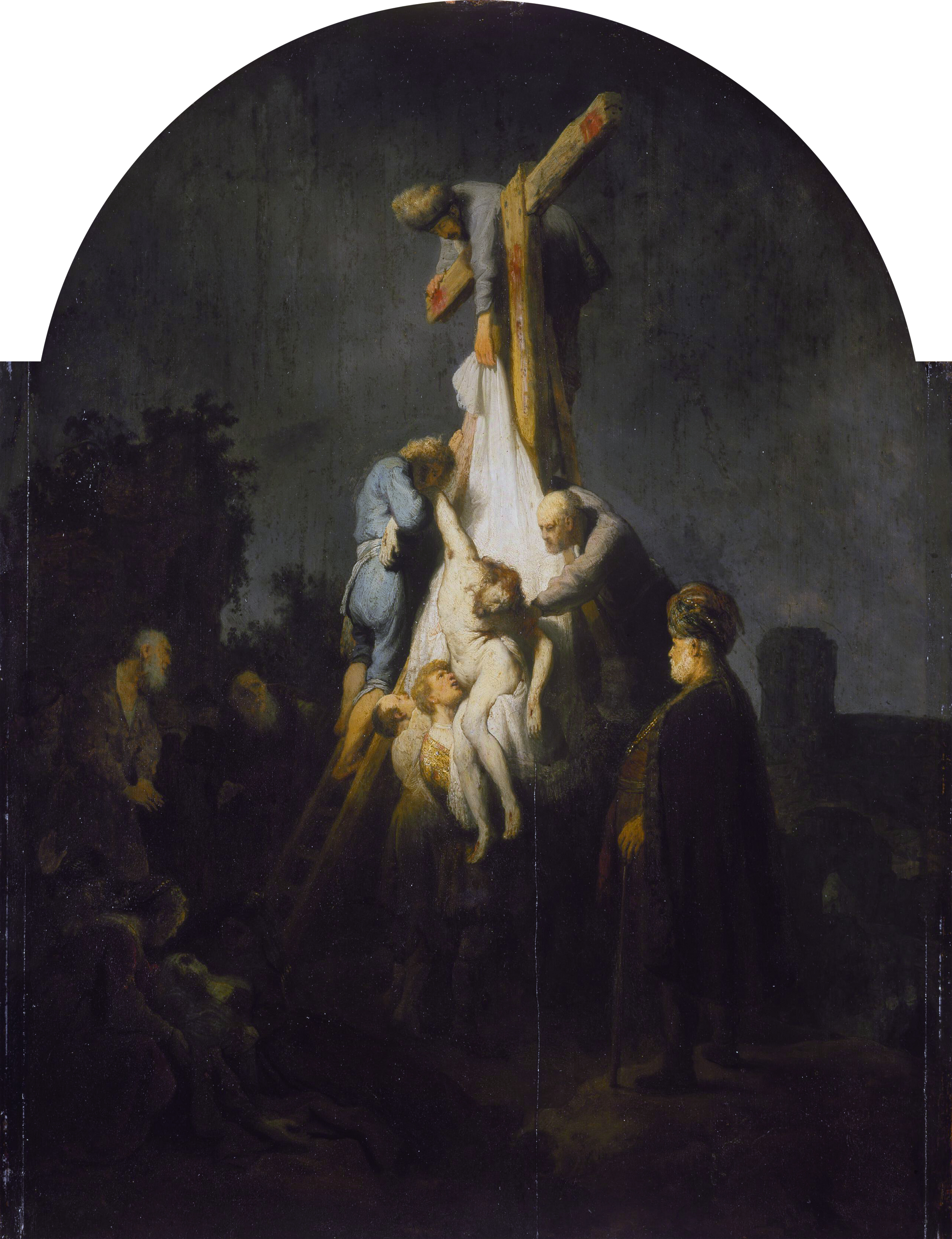
Rembrandt, Deposizione, 1632-33, con una prostrazione totale della Vergine a terra (in basso a sinistra)
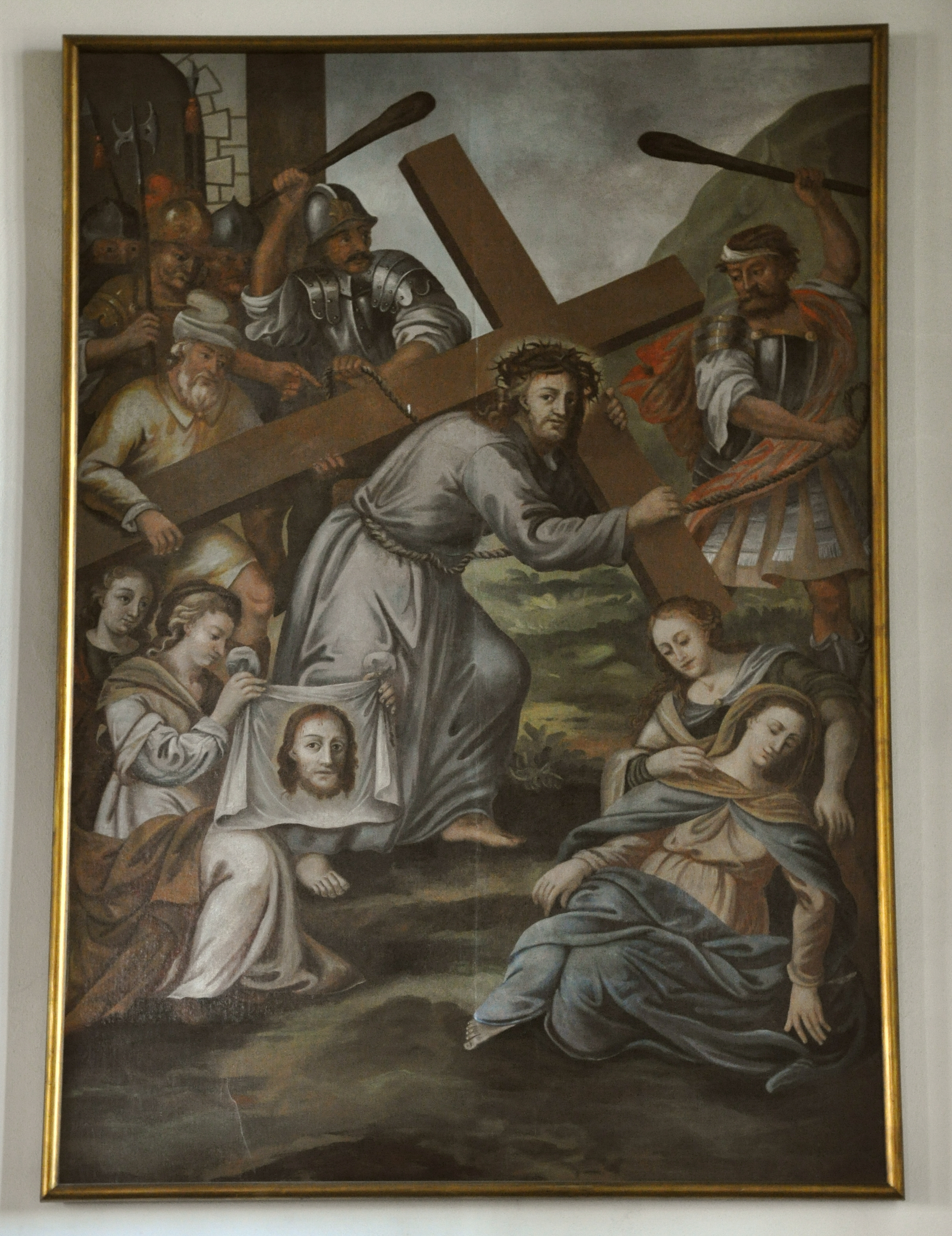
Salita al Calvario, chiesa parrocchiale di Berg in Baden-Württemberg